# Spinops
Spinops là một chi khủng long, được Farke Ryan Barrett Tanke Braman Loewen & Graham mô tả khoa học năm 2011.